# Italobdella
Italobdella (Італійська п'явка) — рід п'явок родини Риб'ячі п'явки ряду Хоботні п'явки (Rhynchobdellida). Складається з 2 видів.

## Опис
Загальна довжина представників цього роду коливається від 16 до 20 мм. Мають 2 пари очей. Тіло чітко розділено на трахелосому та уросому. Перша дещо більша за другу. Присоски однакового розміру. Тіло гладеньке, позбавлене сосочків, з боків має 11 пар везикул.
Забарвлення коричневе або чорне зі світлим малюнком з плям чи смужок.

## Спосіб життя
Воліють до проточних річок з сильною течією, здатні переносити солону морську воду. зустрічаються на глибині 4—10 м. Є ектопаразитами, що живляться кров'ю риб. Траплялися передусім на видах Aspius aspius, Barbus barbus, Chondrostoma nasus, Abramis brama. Зазвичай присмоктуються біля грудних плавців з нижньої сторони.
Стосовно парування та розмноження інформації обмаль.

## Розповсюдження
Представлені окремими ареалами в угорській та австрійській частині Дунаю, річки Адда (на півночі Італії), затоці біля півострова Фішланд-Дарс-Цинґст, Щецинській затоці. Також рідко зустрічається в річках Білорусі, Литви і Латвії. Зафіксовано окремі випадки в затоках на півночі Нідерландів та баварській частині Дунаю.

## Види
- Italobdella ciosi
- Italobdella epshteini